# バンフォード・スティーブンス反応
バンフォード・スティーブンス反応（バンフォード・スティーブンスはんのう、英語: Bamford–Stevens reaction）とは、有機化学における人名反応のひとつで、ケトンから誘導されるトシルヒドラゾンに塩基を作用させてアルケンを得る反応のこと。1952年に W. R. Bamford と T. S. Stevens により最初の報告がなされた。
非プロトン性の溶媒中ではシス体のアルケンが優勢に得られ、プロトン性の溶媒中ではシス体とトランス体の混合物が得られる。
同じ基質に対し塩基としてアルキルリチウムを作用させてアルケニルリチウムを発生させる手法はシャピロ反応と呼ばれ、N,C-ジアニオンが鍵中間体となっているなど機構がやや異なる。

## 反応機構
塩基により発生した N-アニオンからスルフィナートアニオンが脱離し、ジアゾ中間体 3 が発生する。
プロトン性溶媒中では、ジアゾ中間体 3 がジアゾニウム 4 を経てカルベニウムカチオン 5 に変わり、脱離によりアルケン 8a となる。
非プロトン性溶媒中では、3 は分解してカルベン 7 となり、水素の1,2-転位を経てアルケン 8b となる。